# Kaipara Harbour
Der Kaipara Harbour ist ein Naturhafen auf der Northland Peninsula der Nordinsel von Neuseeland.

## Namensherkunft
Kaipara bedeutet in der Sprache der Māori athletisch oder Konkurrenz im Wettkampf.
Einer regionalen Sage aus dem 15. Jahrhundert entsprechend soll sich der Name Kaipara allerdings von den Wörtern für Essen kame und Farn para ableiten, die der Te Arawa-Häuptling Kahumatamomoe als Name für die Gegend festlegte, als es bestimmte Farnwurzeln bei einem Fest als Hauptgericht gab.

## Geographie
Der Kaipara Harbour ist mit einer Fläche von 950 km² der größte Naturhafen Neuseelands. Er erstreckt sich in Nordnordwest-Südsüdost-Richtung über 58 km und reicht von der Westküste aus bis 40 km in das Landesinnere hinein. Mit seinen weitverzweigten Verästelungen kommt der Naturhafen auf eine 612 km lange Uferlinie. Die beiden größten Wasserflächen sind im Norden 26 km lang und bis zu 11 km breit und im Süden, die über die Te Korowai-o-Te-Tonga Peninsula von der Tasmansee abgetrennt ist, 28 km lang und bis zu 15 km breit. Der zwischen den beiden großen Becken liegende Eingang zum Naturhafen, Kaipara Entrance genannt, weist eine Breite von 6,4 km auf und verbindet den Naturhafen mit der Tasmansee. Die tiefste Stelle des Gewässers misst rund 50 m.
Seeseitig des Kaipara Entrance befinden sich mehrere veränderliche Sandbänke und Klippen, die eine Navigation mit einem Schiff sehr erschweren. Inlandseitig befindet sich die größte und dreigeteilte Insel des Naturhafens, Manukapua Island. Eine kleinere südöstlich davon liegenden Insel, Moturemu Island wurde als Scenic Reserve als Schutzgebiet ausgewiesen.
Der mit Abstand größte Zufluss des Naturhafens stellt der von Nordwesten kommende Wairoa River dar.
- Weitere Zuflüsse von Norden kommen durch: den Awaroa River, den Matakohe River, den Pahi River und den Arapaoa River,
- von Osten kommen durch den Wairau River, den Otamatea River, den Whakari River, den Oruawharo River, den Whanaki River und den Tauhoa River,
- und von Süden kommen durch den Hoteo River, den Omaumau River, den Makarau River und den durch Helensville fließenden Kaipara River, der letztendlich Namensgeber für den Naturhafen wurde.

Mit 4170 km² entwässert der Kaipara Harbour mit seinen Zuflüssen fast die Hälfte der Fläche der Northland Peninsula.
Verwaltungstechnisch ist der Kaipara Harbour in zwei Teile aufgeteilt, der nördliche Teil inklusive des Oruawharo River gehört zu dem Kaipara District, der zur Region Northland zählt und der südliche Teil inklusive der Okahukura Peninsula gehörte ursprünglich zum Rodney District und wird seit der Eingemeindung 2010 vom Auckland Council verwaltet.

## Geschichte
Die erste Besiedelung des Kaipara-Gebietes erfolgte durch Māori, lange bevor 1770 der Seefahrer und Entdecker Captain James Cook Neuseeland entdeckte und auch den Kaipara Entrance beschrieb. Heute wird die Gegend um den Kaipara Harbour von dem Māori-Stamm der Ngāti Whātua bewohnt.

## Nutzung als Hafen
Trotz seiner Bezeichnung als Harbour (Hafen) ist der Naturhafen heute nicht mehr als Wirtschaftshafen in Nutzung. Mehrere Strandungen und Schiffsunglücke, besonders in der Hafeneinfahrt, auf den durch Ebbe und Flut ständig veränderlichen Wassertiefen und Sandbänken, führte in den 1950er Jahren zur Einstellung der Schifffahrt in dem Gebiet. Reste ehemaliger Hafenanlagen in den zahlreichen Siedlungen entlang der Küstenlinie werden heute aber zunehmend von Sport- und Segelbooten genutzt. Seit 1979 operiert die Küstenwache in und vor dem Hafengebiet.

## Flora und Fauna
Mit seinen weitverzweigten Wasserarmen stellt der Kaipara Harbour auch ein bedeutendes Feuchtgebiet dar. Es ist Lebensraum zahlreicher Watvögel und Winterheimat vieler Vogelarten, die aus dem asiatischen Raum über den Pazifik zum Überwintern nach Neuseeland kommen. Jedes Jahr im September erreichen rund 30.000 Watvögel, teilweise sogar aus Sibirien, den Naturhafen.

## Gezeitenkraftwerkprojekt
Anfang Dezember 2006 wurde dem Northland Regional Council ein Projekt zum Bau eines Gezeitenkraftwerkes im Zugang zum Kaipara Harbour übergeben. Das Projekt sah vor, bis zum Jahr 2011 mit einer Investitionssumme von rund 400 Millionen Neuseeland-Dollar (etwa 200 Mio. Euro) den Einbau von Turbinen, die Verlegung der Kabel quer durch die Bucht und den Aufbau der notwendigen Umspannanlagen realisiert zu haben. Es war geplant, die Turbinen nur etwa 16 Fuß (ca. 5 Meter) unter der mittleren Wasserlinie einzubauen, was aufgrund der fehlenden wirtschaftlichen Nutzung des Naturhafens möglich gewesen wäre. Im Jahr 2013 kam dann das vorläufige Aus für das Projekt, da die Regierung mehr auf die Stromerzeugung durch Windkraft setzte, als Strom zukünftig durch Gezeitenkraftwerke erzeugen zu lassen.